# Sam Fender
Samuel Thomas "Sam" Fender (North Shields, 25 april 1994) is een Brits zanger, muzikant, componist en voormalig acteur.

## Biografie
Fender groeide op in de North Shields, in het noordoosten van Engeland. Hij komt uit een muzikale familie. Vader Alan en broer Liam zijn namelijk ook singer-songwriters. In 2010 begon Fender met optreden in een pub in zijn woonplaats. Een jaar later begon hij als acteur in de Britse dramaserie Vera, waarin hij de rollen vervulde van de personages Luke Armstrong en Dean. In 2012 was hij ook te zien in de serie Wolfblood, voordat hij definitief zanger werd.
In 2017 verruilde Fender zijn acteercarrière definitief voor een muzikale carrière. Dat jaar bracht hij zijn debuutsingle Play God uit. Andere singles als Greasy Spoon, Millennial en Start Again volgden later dat jaar. Deze singles leverden hem een plek op verschillende festivals in de zomer van 2018 zoals Rock Werchter en Lowlands. In november van hetzelfde jaar kwam zijn eerste EP Dead Boys uit.
In 2019 won hij de Critics' Choice Award (nu de Rising Star-award) op de Brit Awards. Hetzelfde jaar moest Fender diverse optredens, waaronder ook op Glastonbury, afzeggen wegens stemproblemen. Wel kon hij, na een maand rust, optreden in het voorprogramma van Bob Dylan en Neil Young in Hyde Park.
Zijn debuutalbum, Hypersonic Missiles, verscheen op 13 september 2019. Het album bereikte de nummer 1-positie in de Britse albumlijst. Op dit album staan de singles That Sound, Hypersonic Missiles, Will We Talk?, The Borders en Play God.
In 2020 verschenen de singles All Is on My Side, Hold On en Winter Song.
Zijn tweede studioalbum, getiteld Seventeen Going Under, verscheen op 8 oktober 2021. Op het album pronken zeven singles, het titelnummer, Aye, Get You Down, Spit of You, Getting Started, Alright en Wild Grey Ocean.
Op 21 februari 2025 werd zijn derde album, People Watching uitgebracht.

## Hitnoteringen

### Albums
| Album met eventuele hitnotering(en) in de Nederlandse Album Top 100 | Datum van verschijnen | Datum van binnenkomst | Hoogste positie | Aantal weken | Opmerkingen |
| ------------------------------------------------------------------- | --------------------- | --------------------- | --------------- | ------------ | ----------- |
| Hypersonic Missiles                                                 | 2019                  | 21-09-2019            | 40              | 1            |             |
| Seventeen Going Under                                               | 2021                  | 16-10-2021            | 27              | 2            |             |

| Album met hitnotering(en) in de Vlaamse Ultratop 200 albums | Datum van verschijnen | Datum van binnenkomst | Hoogste positie | Aantal weken | Opmerkingen |
| ----------------------------------------------------------- | --------------------- | --------------------- | --------------- | ------------ | ----------- |
| Hypersonic Missiles                                         | 2019                  | 21-09-2019            | 14              | 13           |             |
| Seventeen Going Under                                       | 2021                  | 16-10-2021            | 16              | 7            |             |
| People Watching                                             | 2025                  | 02-03-2025            | 2               | 1*           |             |

### Singles
| Single met eventuele hitnotering(en) in de Nederlandse Top 40 | Datum van verschijnen | Datum van binnenkomst | Hoogste positie | Aantal weken | Opmerkingen |
| ------------------------------------------------------------- | --------------------- | --------------------- | --------------- | ------------ | ----------- |
| Seventeen Going Under                                         | 2021                  | 27-11-2021            | tip17           | 7            |             |
| Alright                                                       | 2022                  | 30-07-2022            | tip24           | 3            |             |
| Wild Grey Ocean                                               | 2022                  | 17-12-2022            | tip23           | 3            |             |
| Arm's Length                                                  | 2025                  | 29-03-2025            | tip24           | 4            |             |

| Single met hitnotering(en) in de Vlaamse Ultratop 50 | Datum van verschijnen | Datum van binnenkomst | Hoogste positie | Aantal weken | Opmerkingen |
| ---------------------------------------------------- | --------------------- | --------------------- | --------------- | ------------ | ----------- |
| That Sound                                           | 2018                  | 22-12-2018            | tip3            | -            |             |
| Hypersonic Missiles                                  | 2019                  | 23-03-2019            | tip13           | -            |             |
| Will We Talk?                                        | 2019                  | 13-07-2019            | tip22           | -            |             |
| All Is on My Side                                    | 2020                  | 04-01-2020            | tip19           | -            |             |
| Winter Song                                          | 2020                  | 05-12-2020            | tip23           | -            |             |

### NPO Radio 2 Top 2000
| Nummer met noteringen in de NPO Radio 2 Top 2000 | '22  | '23 | '24 |
| ------------------------------------------------ | ---- | --- | --- |
| Seventeen Going Under                            | 1733 | 767 | 544 |

1. ↑  Een vetgedrukt getal geeft de hoogste notering aan.
2. ↑  2022 was het eerste jaar met een notering voor dit nummer.